# 史禄国
史禄国（羅馬化：Sergéi Mikháilovich Shirokogórov）（1887年7月1日—1939年10月19日），俄罗斯人类学奠基者，现代人类学先驱之一，通古斯研究权威。俄罗斯科学院院士。1917年后长期在中国执教。费孝通是其研究生。
生于帝俄世家，接受了西方传统的古典教育，通晓多种语言，包括许多通古斯语言。曾经就学于法国索邦大学、巴黎大学。
1917年来到中国，先后任教于北京大学、中山大学。

## 著作
- 《满族的社会组织：满族氏族组织研究》 高丙中译，商务印书馆, 1997
- 《北方通古斯的社会组织》 吴有刚等译，内蒙古人民出版社, 1985